# Roar Johansen
Roar Johansen (Fredrikstad, 8 de juliol de 1935-ibídem, 23 d'octubre de 2015) va ser un futbolista noruec que jugava en la demarcació de defensa.

## Internacional
Va jugar un total de 61 partits amb la selecció de futbol de Noruega. Va debutar el 28 de maig de 1958 en un partit amistós contra Països Baixos, trobada celebrada en l'Ullevaal Stadion que va acabar amb empat a zero. A més va disputar partits del Campionat nòrdic de futbol i classificacions d'Eurocopa, Mundial de futbol i Jocs Olímpics.

## Clubs

### Com a futbolista
| Club           | País | Any         | Partits | Gols |
| -------------- | ---- | ----------- | ------- | ---- |
| Fredrikstad FK |      | 1952 - 1967 | 190     | 5    |

### Com a entrenador
| Club           | País | Any  |
| -------------- | ---- | ---- |
| Fredrikstad FK |      | 1977 |

## Palmarès

### Campionats nacionals
| Títol           | Club           | País | Any  |
| --------------- | -------------- | ---- | ---- |
| Tippeligaen     | Fredrikstad FK |      | 1952 |
| Tippeligaen     | Fredrikstad FK | 1954 |      |
| Tippeligaen     | Fredrikstad FK | 1957 |      |
| Tippeligaen     | Fredrikstad FK | 1960 |      |
| Tippeligaen     | Fredrikstad FK | 1961 |      |
| Copa de Noruega | Fredrikstad FK | 1957 |      |
| Copa de Noruega | Fredrikstad FK | 1961 |      |
| Copa de Noruega | Fredrikstad FK | 1966 |      |